# Bernhard Gstrein
Pour les articles homonymes, voir Gstrein.
Bernhard Gstrein, né le 19 septembre 1965 à Vent, est un ancien skieur alpin autrichien.

## Jeux olympiques
| Épreuve / Édition | Calgary 1988 | Albertville 1992 | Lillehammer 1994 |
| Géant             | -            | -                | 8e               |
| Slalom            | 4e           | 15e              | -                |
| Combiné           | Argent       | -                | -                |

## Championnats du monde
| Épreuve / Édition | Crans Montana 1987 | Saalbach 1991 |
| Géant             | 14e                | -             |
| Slalom            | -                  | 14e           |
| Combiné           | 4e                 | -             |

## Coupe du monde
- Meilleur résultat au classement général : 16e en 1994
  - 1 victoire : 1 slalom
  - 6 podiums

### Différents classements en coupe du monde
| Saison / Épreuve | Saison / Épreuve | Général | Général | Slalom | Slalom | Géant  | Géant  |
| ---------------- | ---------------- | ------- | ------- | ------ | ------ | ------ | ------ |
| Saison / Épreuve | Saison / Épreuve | Class.  | Points  | Class. | Points | Class. | Points |
| 1985             | 1985             | 77e     | 9       | -      | -      | 36e    | 9      |
| 1986             | 1986             | 115e    | 1       | 60e    | 1      | -      | -      |
| 1987             | 1987             | 33e     | 38      | 13e    | 26     | 20e    | 12     |
| 1988             | 1988             | 18e     | 66      | 7e     | 49     | 17e    | 17     |
| 1989             | 1989             | 24e     | 62      | 8e     | 51     | 17e    | 11     |
| 1990             | 1990             | 17e     | 96      | 5e     | 91     | 36e    | 5      |
| 1991             | 1991             | 29e     | 48      | 11e    | 48     | -      | -      |
| 1992             | 1992             | 49e     | 184     | 16e    | 184    | -      | -      |
| 1993             | 1993             | 26e     | 276     | 4e     | 276    | -      | -      |
| 1994             | 1994             | 16e     | 472     | 6e     | 268    | 13e    | 204    |
| 1995             | 1995             | 41e     | 193     | 16e    | 136    | 25e    | 57     |
| 1996             | 1996             | 69e     | 80      | 32e    | 46     | 32e    | 34     |

### Détail des victoires
| Saison / Épreuve | Slalom | Total |
| 1988             | Lienz  | 1     |
| Total            | 1      | 1     |

## Arlberg-Kandahar
- Meilleur résultat : 2e place dans le slalom 1988-89 à Sankt Anton